# Dorcadion sericatum
Dorcadion sericatum là một loài bọ cánh cứng trong họ Cerambycidae.